# RBDe 560
Les RBDe 560 sont des automotrices des Chemins de fer fédéraux suisses de type Colibri. Ils étaient désignés par l'abréviation NTN, pour nouveaux trains-navette, ou (de) NPZ pour Neuer Pendelzug.

## Séries

### Prototypes
Les quatre prototypes RBDe 4/4 2100 à 2103 ont initialement porté chacun une livrée spécifique. À la suite d'une période d'essais, la livrée de la 2103 a été choisie, avec adjonction de portes jaunes, plus visibles que les portes rouges. Les quatre motrices ont alors été normalisées. À noter qu'elles n'étaient pas équipées de sablières ; elles en reçurent lors de la normalisation.

### Première série
Les prototypes montrant satisfaction, les CFF passèrent commande pour 80 automotrices et autant de voitures-pilote. D'abord immatriculées RBDe 4/4 2104 à 2183, elles reçurent plus tard la numérotation UIC RBDe 560.

### Seconde série
Une seconde série de 42 paires fut commandées. Celles-ci se différenciaient de la série précédente par le design de la bande bleue latérale, et par la présence d'un appareil de climatisation au-dessus des cabines de conduite. Elles furent directement désignées par l'appellation UIC RBDe 560.

## Voitures-pilote
N'étant dotée que d'une seule cabine de conduite, chaque automotrice est livrée avec une voiture-pilote de seconde classe (type Bt), permettant, le cas échéant, d'incorporer des voitures intermédiaires.
- Bt 50 85 29-34 900 à 903 (4) : prototypes pour RBDe 4/4 2100 à 2103 (RBDe 560 000 à 003) ;
- Bt 50 85 29-34 904 à 983 (80) : 1re série pour RBDe 4/4 2104 à 2183 (RBDe 560 004 à 083) ;
- Bt 50 85 29-35 900 à 941 (42) : 2e série pour RBDe 560 100 à 141.

Lors de la transformation en NPZ Domino, les Bt sont reclassées en ABt par adjonction de la première classe (transformation de la moitié de la voiture, côté cabine de conduite). Pour les besoins du Glarner Sprinter, deux Bt ont été transformées en At, ne comprenant que de la 1re classe.

## Utilisation
Les RBDe 560 furent utilisées dans les trains régionaux, puis RegioExpress ; plus rarement comme train direct. Généralement étaient incorporées des voitures entre l'automotrice et la voiture-pilote : 1 AB vu II et 1 ou 2 B vu I.

## Rames RBDe 560 Domino
Le projet Domino prévoit la restructuration des RBDe 560 et voitures pilote existants avec l'adjonction de voitures intermédiaires neuves à plancher surbaissé. Ces véhicules reconstruits sont ou seront mis en service dans les cantons suivants :
- Genève : 8 rames avec un véhicule intermédiaire circulant selon l'horaire en simple traction ou double traction (Coppet-Lancy Pont Rouge) ;
- Vaud : 13 rames peu à peu en service dès août 2010 (S11 et S21) et dès 2013 sur la ligne S31 Train des Vignes ;
- Valais : 16 rames aujourd'hui de St-Gingolph à Brigue ;
- Jura : 7 rames mi-2011 (Les lignes les plus peuplées) ;
- Berne : 5 rames mi-2011 ;
- Bâle : 11 rames mi-2011 ;
- Neuchâtel : 12 rames ;
- Glaris : 6 rames ;
- Aargau : 8 rames ;
- RE : 6 Rames (Lausanne - Genève ; Zurich - Schaffhouse ; Bienne - Berne...).

Des 128 motrices existantes, les 4 prototypes (000 à 003) ne seront pas transformées (elles ont été vendues à d'autres entreprises), tout comme les 6 automotrices transformées en bicourant 15/25 kV (RBDe 562) qui resteront dans leur état actuel. Les Domino formeront donc 118 compositions. La motrice se nomme la RBDe 560 la voiture pilote l'ABt NPZ et la voiture intermédiaire B INOVA.

### Blasons
Pratiquement toutes les RBDe arboraient des armoiries de communes de Suisse. Ces blasons disparurent lors de leurs transformations en Domino.

## Galerie photos

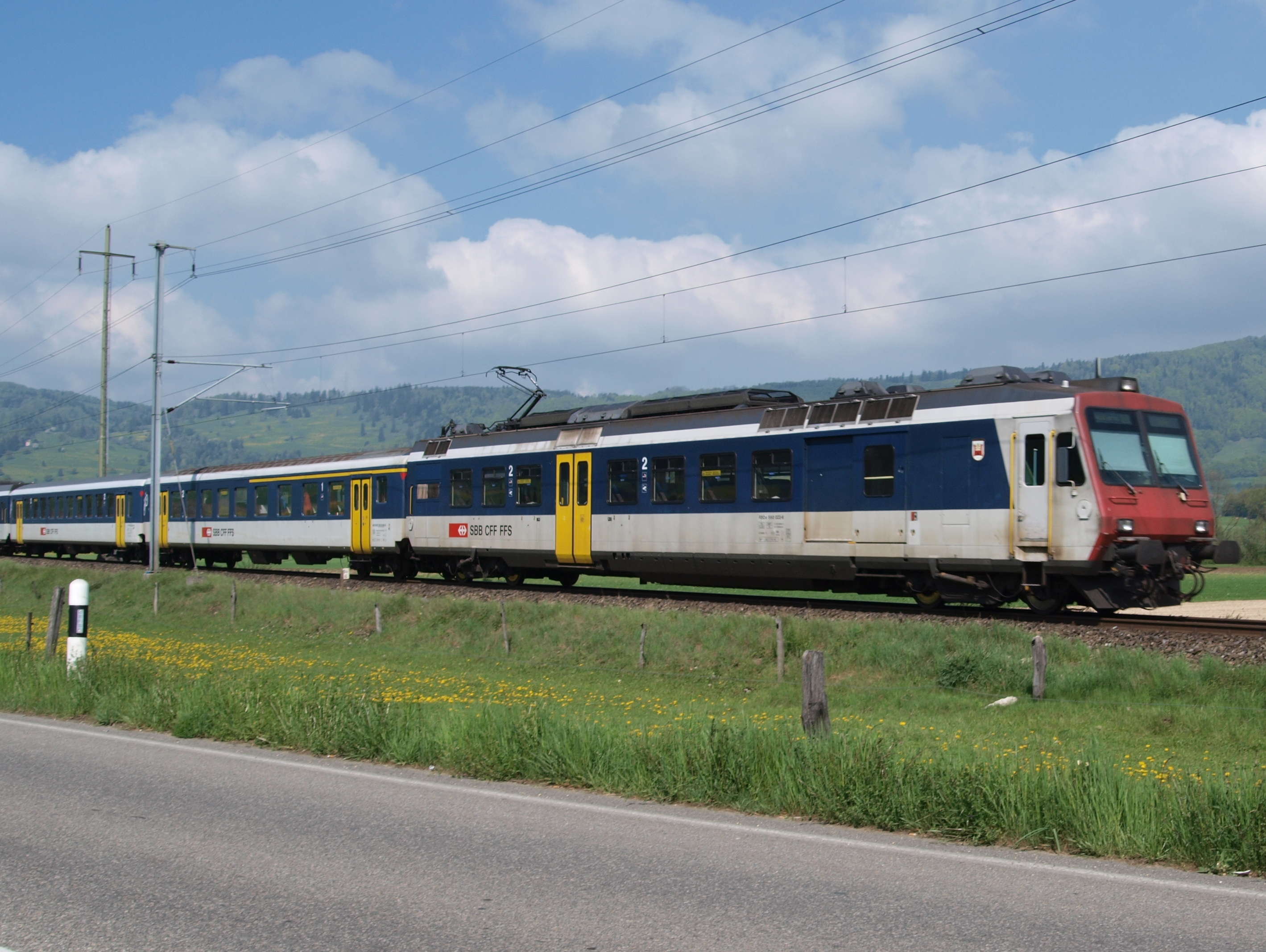
Première série.
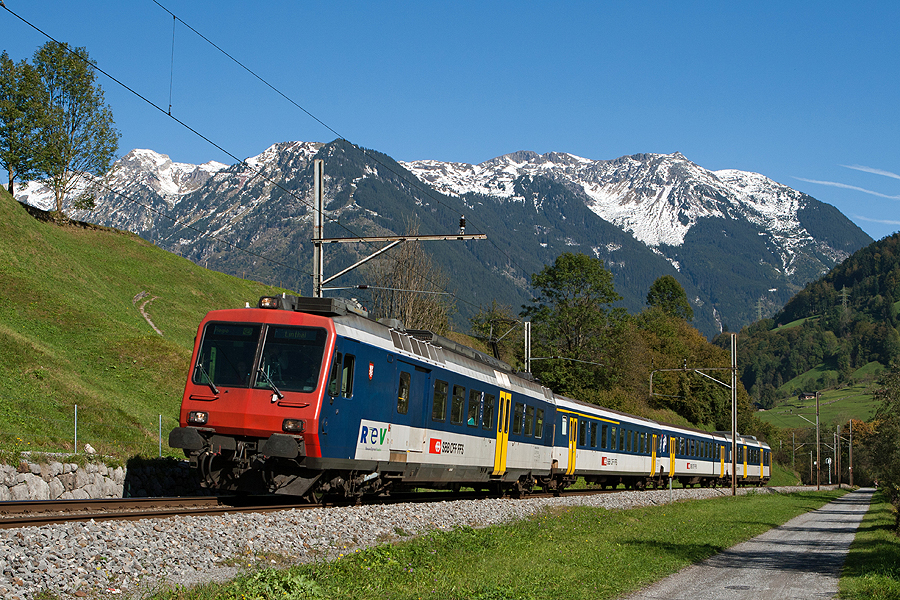
Seconde série.
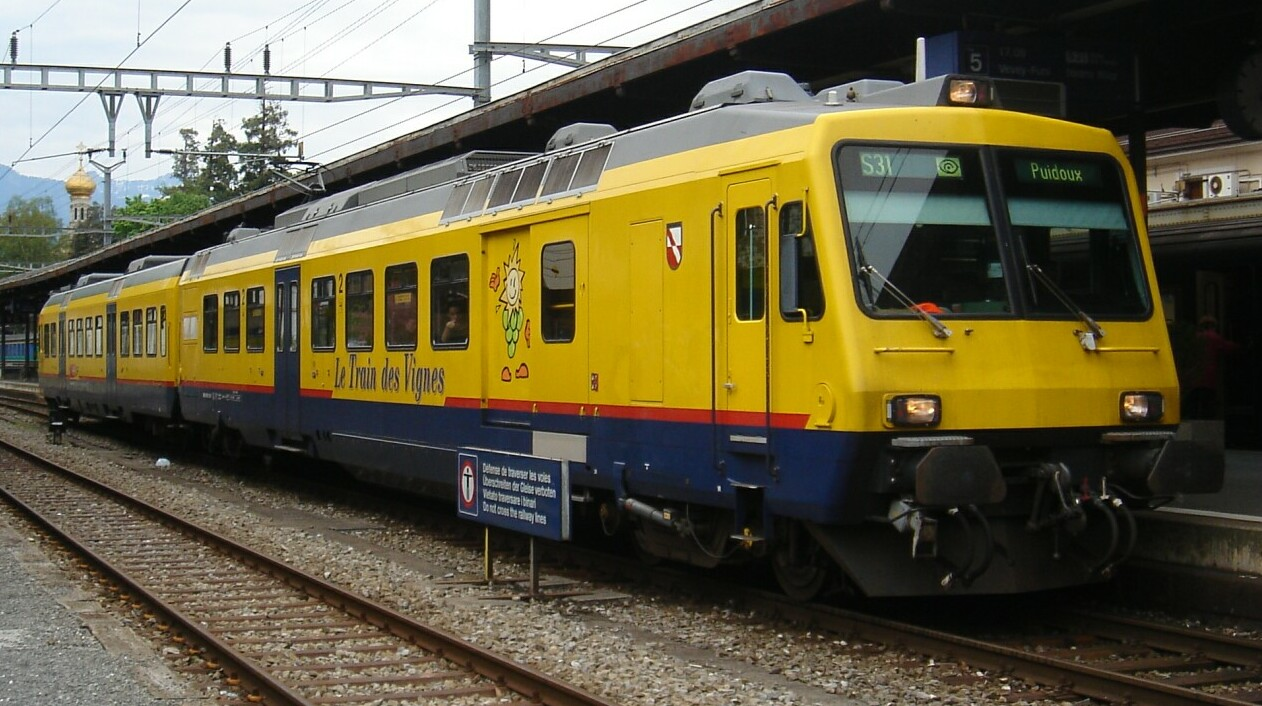
Livrée Train des Vignes.
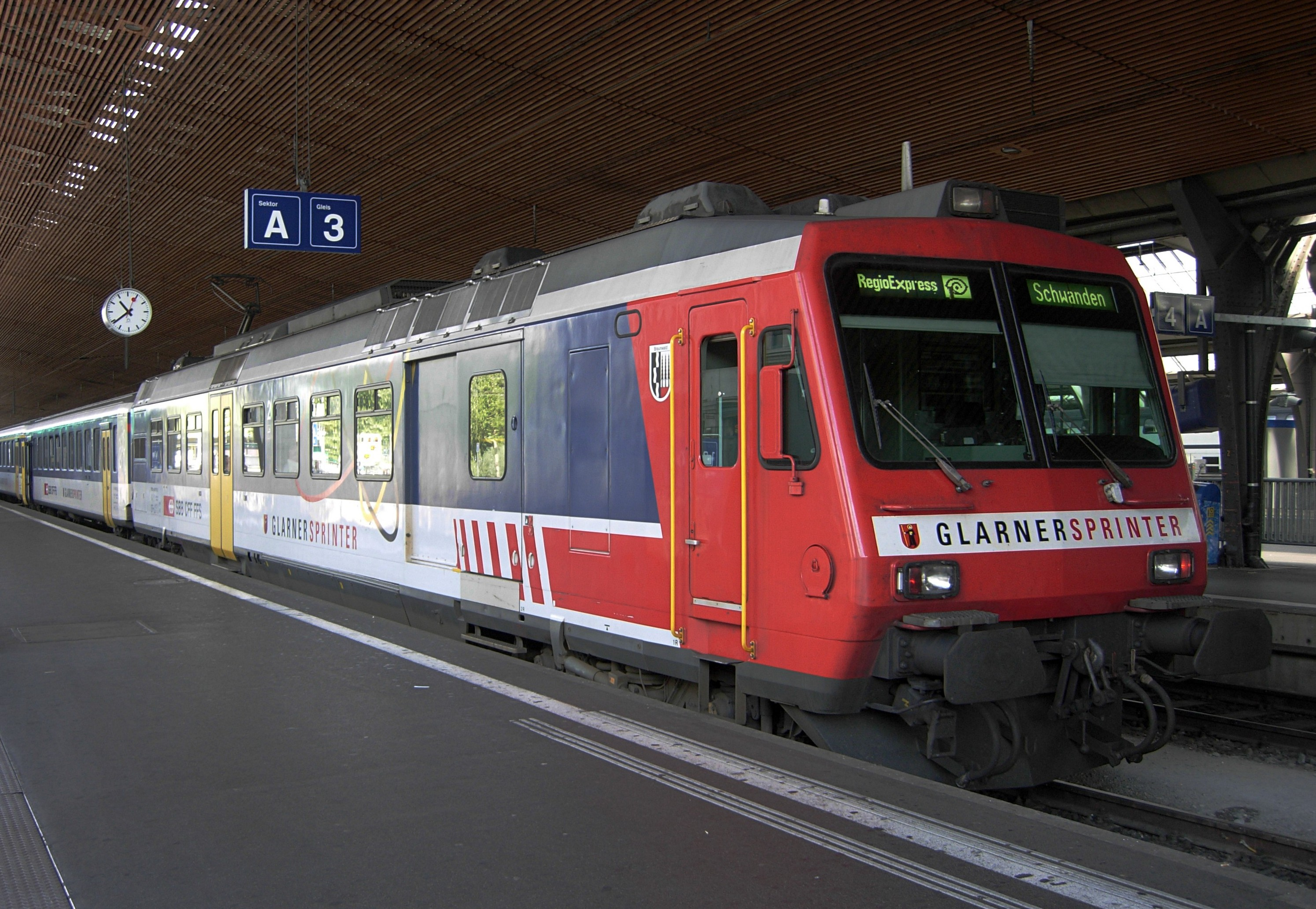
Livrée Glarner Sprinter.
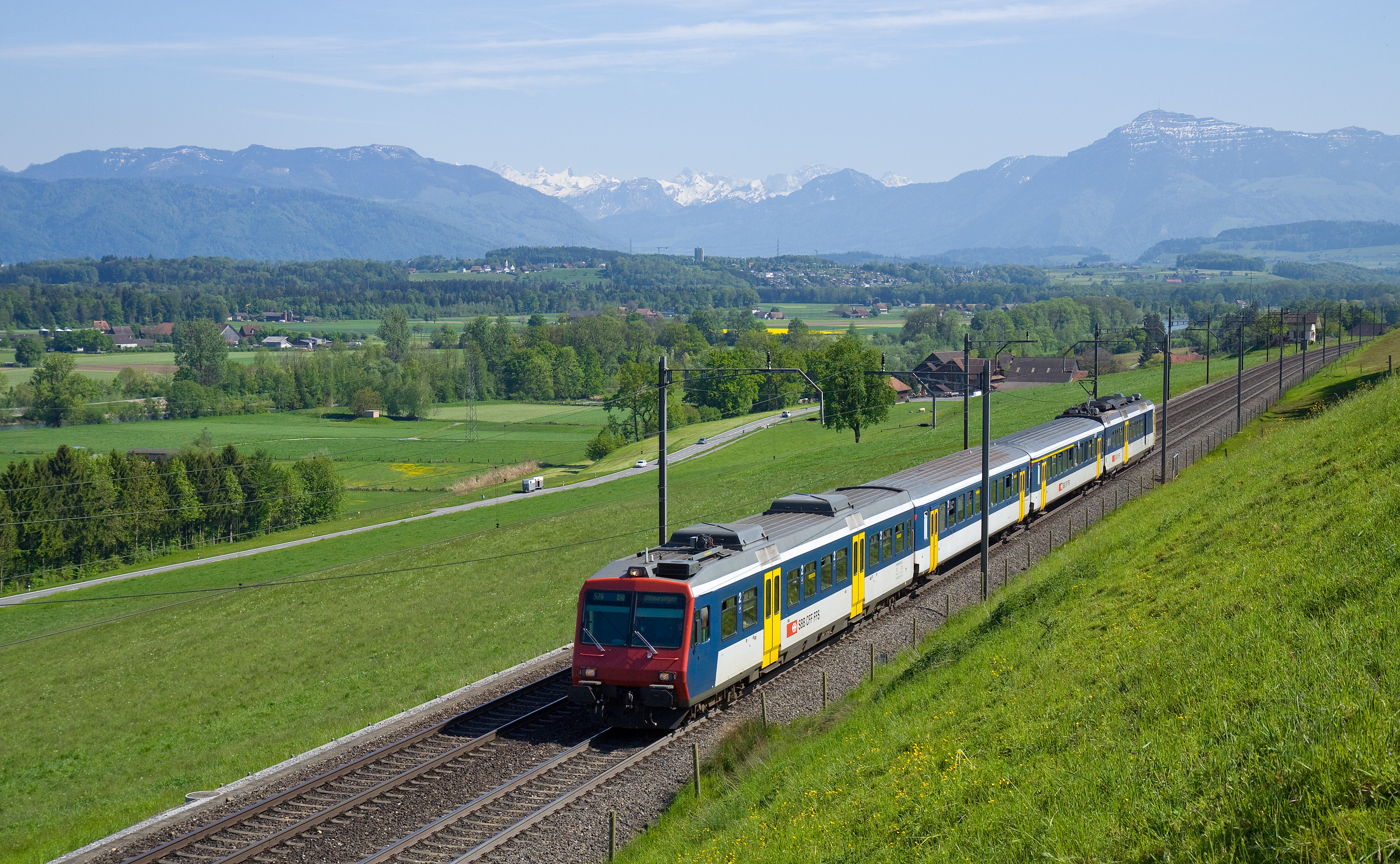
Sur la ligne du Sud-argovien.
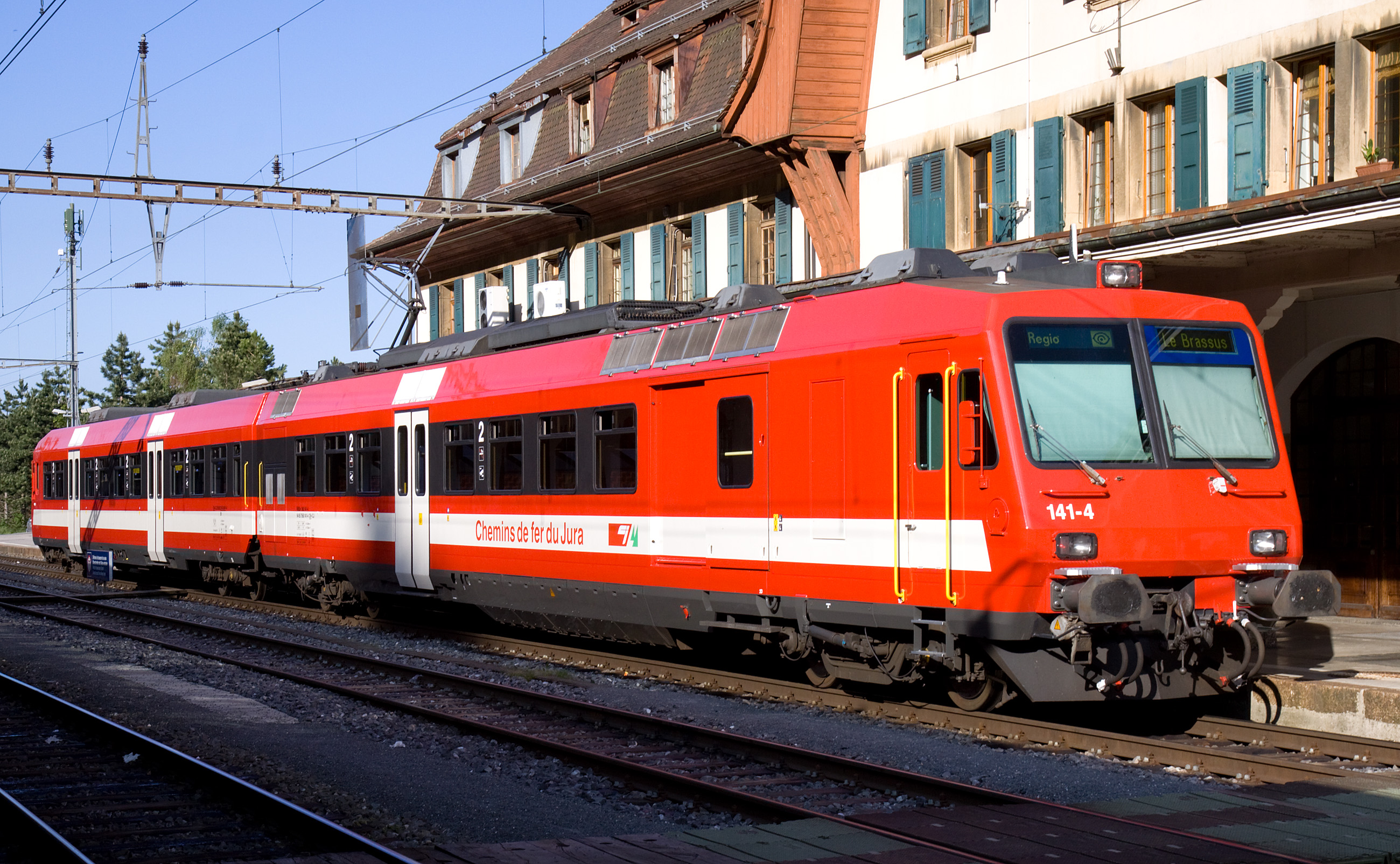
Ex-prototype 2102 vendu aux CJ.
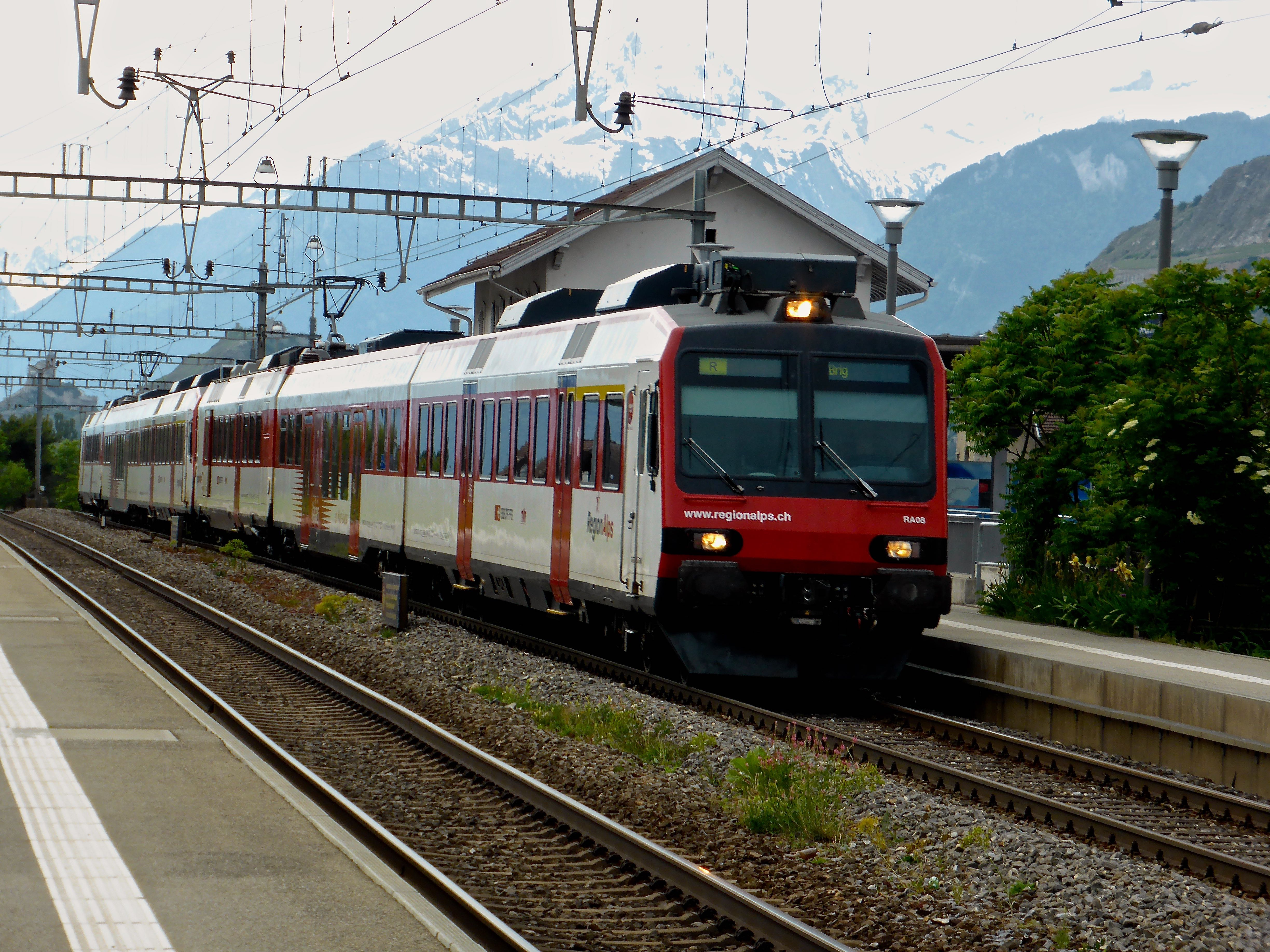
Un train RBDe 560 en gare de St-Léonard, Valais

## Tableau des rames
| No CFF     | No UIC    | Baptême                               | Notes |
| ---------- | --------- | ------------------------------------- | --- |
| Prototypes |           |                                       | |
| 2100       | 560 000-2 | Altstätten                            | livrée initiale prototype vert clair/vert foncé, front vert a porté le logo Unireso janv. 2008 : vente à l'OeBB : RBDe 4/4 207             |
| 2101       | 560 001-0 | Münsingen                             | livrée initiale prototype vert clair/vert foncé, front rouge a porté le logo Unireso oct. 2008 : vente au Montafonerbahn                   |
| 2102       | 560 002-8 | Sempach Neuenkirch                    | livrée initiale prototype gris clair/bleu foncé, front gris, portes jaunes déc. 2008 : vente aux CJ : RBDe 560 141-5                       |
| 2103       | 560 003-6 | Frenkendorf Füllinsdorf               | livrée initiale prototype gris clair/bleu foncé, front rouge, portes rouges janv. 2008 : vente au Montafonerbahn                           |
| 1re série  |           |                                       | |
| 2104       | 560 004-4 | Grandvaux                             | fév. 2009 : transformation en Domino RegionAlps RBDe 560 401-2                                                                             |
| 2105       | 560 005-1 | Untersiggenthal                       | a porté le logo RegionAlps sept. 2011 : transformation en Domino RBDe 560 203-2                                                            |
| 2106       | 560 006-9 | Wünnewil-Flamatt                      | a porté le logo RegionAlps sept. 2010 : transformation en Domino RBDe 560 204-0                                                            |
| 2107       | 560 007-7 | Rekingen                              | a porté le logo RegionAlps janv. 2009 : transformation en Domino Glarner Sprinter RBDe 560 202-4                                           |
| 2108       | 560 008-5 | Buttes                                | a porté le logo RegionAlps fév. 2009 : transformation en Domino RegionAlps RBDe 560 402-0                                                  |
| 2109       | 560 009-3 | Lachen                                | a porté le logo RegionAlps avr. 2009 : transformation en Domino RegionAlps RBDe 560 405-3                                                  |
| 2110       | 560 010-1 | Jona                                  | a porté le logo Unireso mai 2009 : transformation en Domino RegionAlps RBDe 560 412-9                                                      |
| 2111       | 560 011-9 | Aesch                                 | mars 2009 : transformation en Domino RegionAlps RBDe 560 413-7                                                                             |
| 2112       | 560 012-7 | Zwingen                               | a porté le logo Unireso août 2011 : transformation en Domino RBDe 560 205-7                                                                |
| 2113       | 560 013-5 | Oberbuchsiten                         | janv. 2011 : transformation en Domino RBDe 560 206-5                                                                                       |
| 2114       | 560 014-3 | Näfels Mollis                         | a porté le logo REV nov. 2011 : transformation en Domino RBDe 560 207-3                                                                    |
| 2115       | 560 015-0 | Lausen                                | mars 2009 : transformation en Domino RegionAlps RBDe 560 404-6                                                                             |
| 2116       | 560 016-8 | Dottikon Dintikon Villmergen          | juil. 2009 : transformation en Domino RegionAlps RBDe 560 410-3                                                                            |
| 2117       | 560 017-6 | Bad Ragaz                             | juil. 2009 : transformation en Domino RegionAlps RBDe 560 411-1                                                                            |
| 2118       | 560 018-4 | Les Hauts-Geneveys                    | mai 2010 : transformation en Domino RBDe 560 208-1                                                                                         |
| 2119       | 560 019-2 | Rivera Bironico                       | fév. 2009 : transformation en Domino RegionAlps RBDe 560 403-8                                                                             |
| 2120       | 560 020-0 | Birsfelden                            | juin 2009 : transformation en Domino RegionAlps RBDe 560 409-5                                                                             |
| 2121       | 560 021-8 | Entlebuch                             | juil. 2009 : transformation en Domino RegionAlps RBDe 560 407-9                                                                            |
| 2122       | 560 022-6 | Rothenburg                            | août 2009 : transformation en Domino RegionAlps RBDe 560 408-7                                                                             |
| 2123       | 560 023-4 | Ebikon                                | mai 2009 : transformation en Domino RegionAlps RBDe 560 406-1                                                                              |
| 2124       | 560 024-2 | Bauma                                 | août 2011 : transformation en Domino RBDe 560 209-9                                                                                        |
| 2125       | 560 025-9 | Düdigen                               | nov. 2010 : transformation en Domino RBDe 560 210-7                                                                                        |
| 2126       | 560 026-7 | Versoix                               | mars 2011 : transformation en Domino RBDe 560 211-5                                                                                        |
| 2127       | 560 027-5 | Tenero-Contra                         | juin 2011 : transformation en Domino RBDe 560 212-3                                                                                        |
| 2128       | 560 028-3 | Saint-Ursanne                         | nov. 2011 : transformation en Domino RBDe 560 213-1                                                                                        |
| 2129       | 560 029-1 | Saint-Imier                           | déc. 2008 : transformation en Domino Glarner Sprinter RBDe 560 201-6                                                                       |
| 2130       | 560 030-9 | Amriswil                              | sept. 2011 : transformation en Domino RBDe 560 214-9                                                                                       |
| 2131       | 560 031-7 | Rolle                                 | fév. 2010 : transformation en Domino RBDe 560 215-6                                                                                        |
| 2132       | 560 032-5 | Birr Lupfig                           | fév. 2010 : transformation en Domino RBDe 560 216-4                                                                                        |
| 2133       | 560 033-3 | Avenches                              | mars 2011 : transformation en Domino RBDe 560 217-2                                                                                        |
| 2134       | 560 034-1 | Cressier                              | août 2008 : transformation en Domino RBDe 560 218-0                                                                                        |
| 2135       | 560 035-8 | Niederbipp                            | fév. 2011 : transformation en Domino RBDe 560 219-8                                                                                        |
| 2136       | 560 036-6 | Andelfingen                           | déc. 2011 : transformation en Domino RBDe 560 220-6                                                                                        |
| 2137       | 560 037-4 | Brügg                                 | juin 2011 : transformation en Domino RBDe 560 221-4                                                                                        |
| 2138       | 560 038-2 | Münchenbuchsee                        | oct. 2011 : transformation en Domino RBDe 560 222-2                                                                                        |
| 2139       | 560 039-0 | Steinhausen                           | nov. 2010 : transformation en Domino RBDe 560 223-0                                                                                        |
| 2140       | 560 040-8 | Tecknau                               | fév. 2010 : transformation en Domino RBDe 560 224-8                                                                                        |
| 2141       | 560 041-6 | Wassen                                | août 2010 : transformation en Domino RBDe 560 225-5                                                                                        |
| 2142       | 560 042-4 | Saint-Gingolph                        | janv. 2011 : transformation en Domino RBDe 560 226-3                                                                                       |
| 2143       | 560 043-2 | Pully                                 | sept. 2009 : transformation en Domino RBDe 560 227-1                                                                                       |
| 2144       | 560 044-0 | Twann                                 | août 2010 : transformation en Domino RBDe 560 228-9                                                                                        |
| 2145       | 560 045-7 | Glovelier                             | mars 2010 : transformation en Domino RBDe 560 229-7                                                                                        |
| 2146       | 560 046-5 | Muralto                               | janv. 2012 : transformation en Domino RBDe 560 230-5                                                                                       |
| 2147       | 560 047-3 | Les Eplatures                         | mai 2011 : transformation en Domino RBDe 560 231-3                                                                                         |
| 2148       | 560 048-1 | Frick                                 | aept. 2011 : transformation en Domino RBDe 560 232-1                                                                                       |
| 2149       | 560 049-9 | Reinach                               | juin 2011 : transformation en Domino RBDe 560 233-9                                                                                        |
| 2150       | 560 050-7 | La Neuveville                         | mai 2010 : transformation en Domino RBDe 560 234-7                                                                                         |
| 2151       | 560 051-5 | Egerkingen                            | juil. 2010 : transformation en Domino RBDe 560 235-4                                                                                       |
| 2152       | 560 052-3 | Dagmersellen                          | déc. 2010 : transformation en Domino RBDe 560 236-2                                                                                        |
| 2153       | 560 053-1 | Boncourt Delle                        | juil. 2011 : transformation en Domino RBDe 560 237-0                                                                                       |
| 2154       | 560 054-9 | Küssnacht am Rigi                     | fév. 2011 : transformation en Domino RBDe 560 238-8                                                                                        |
| 2155       | 560 055-6 | Saint-Blaise                          | juil. 2010 : transformation en Domino RBDe 560 239-6                                                                                       |
| 2156       | 560 056-4 | Oberwichtrach Niederwichtrach         | déc. 2010 : transformation en Domino RBDe 560 240-4                                                                                        |
| 2157       | 560 057-2 | Reconvilier                           | avr. 2010 : transformation en Domino RBDe 560 241-2                                                                                        |
| 2158       | 560 058-0 | Saxon                                 | avr. 2011 : transformation en Domino RBDe 560 242-0                                                                                        |
| 2159       | 560 059-8 | Gurtnellen                            | juil. 2011 : transformation en Domino RBDe 560 243-8                                                                                       |
| 2160       | 560 060-6 | Kaiseraugst                           | juil. 2011 : transformation en Domino RBDe 560 244-6                                                                                       |
| 2161       | 560 061-4 | Sins                                  | juil. 2010 : transformation en Domino RBDe 560 245-3                                                                                       |
| 2162       | 560 062-2 | Deitingen                             | nov. 2009 : transformation en Domino RBDe 560 246-1                                                                                        |
| 2163       | 560 063-0 | Giornico                              | fév. 2010 : transformation en Domino RBDe 560 247-9                                                                                        |
| 2164       | 560 064-8 | Koblenz                               | août 2008 : transformation en Domino RBDe 560 248-7                                                                                        |
| 2165       | 560 065-5 | Laufenburg                            | fév. 2010 : transformation en Domino RBDe 560 249-5                                                                                        |
| 2166       | 560 066-3 | Schüpfheim                            | oct. 2009 : transformation en Domino RBDe 560 250-3                                                                                        |
| 2167       | 560 067-1 | Mägenwil                              | avr. 2010 : transformation en Domino RBDe 560 251-1                                                                                        |
| 2168       | 560 068-9 | Gisikon Root                          | oct. 2010 : transformation en Domino RBDe 560 252-9                                                                                        |
| 2169       | 560 069-7 | Sirnach                               | juin 2010 : transformation en Domino RBDe 560 253-7                                                                                        |
| 2170       | 560 070-5 | Trubschachen                          | janv. 2011 : transformation en Domino RBDe 560 254-5                                                                                       |
| 2171       | 560 071-3 | Leuk                                  | oct. 2010 : transformation en Domino RBDe 560 255-2                                                                                        |
| 2172       | 560 072-1 | Vernayaz                              | a porté le logo REV avr. 2011 : transformation en Domino RBDe 560 256-0                                                                    |
| 2173       | 560 073-9 | Gland                                 | nov. 2011 : transformation en Domino RBDe 560 257-8                                                                                        |
| 2174       | 560 074-7 | Gorgier Saint-Aubin                   | sept. 2009 : transformation en Domino RBDe 560 258-6                                                                                       |
| 2175       | 560 075-4 | Grellingen                            | janv. 2012 : transformation en Domino RBDe 560 259-4                                                                                       |
| 2176       | 560 076-2 | Orbe                                  | avr. 2010 : transformation en Domino RBDe 560 260-2                                                                                        |
| 2177       | 560 077-0 | Puidoux Chexbres                      | oct. 2011 : transformation en Domino RBDe 560 261-0                                                                                        |
| 2178       | 560 078-8 | Grand-Saconnex Genève-Aéroport        | fév. 2010 : transformation en Domino RBDe 560 262-8                                                                                        |
| 2179       | 560 079-6 | Moudon                                | mars 2011 : transformation en Domino RBDe 560 263-6                                                                                        |
| 2180       | 560 080-4 | Palézieux                             | janv. 2012 : transformation en Domino RBDe 560 264-4                                                                                       |
| 2181       | 560 081-2 | Busswil b. Büren                      | nov. 2009 : transformation en Domino RBDe 560 265-1                                                                                        |
| 2182       | 560 082-0 | Schüpfen                              | juin 2010 : transformation en Domino RBDe 560 266-9                                                                                        |
| 2183       | 560 083-8 | Courtelary                            | avr. 2011 : transformation en Domino RBDe 560 267-7                                                                                        |
| 2e série   |           |                                       | |
| –          | 560 100-0 | Luino                                 | oct. 2012 : transformation en Domino RBDe 560 268-5                                                                                        |
| –          | 560 101-8 | Mesocco                               | déc. 2011 : transformation en Domino RBDe 560 269-3                                                                                        |
| –          | 560 102-6 | Bissone Melide Morcote                | nov. 2012 : transformation en Domino RBDe 560 270-1                                                                                        |
| –          | 560 103-4 | Studen                                | juin 2012 : transformation en Domino RBDe 560 271-9                                                                                        |
| –          | 560 104-2 | Arth                                  | déc. 2012 : transformation en Domino RBDe 560 272-7                                                                                        |
| –          | 560 105-9 | Kaltenbach Etzwilen                   | avr. 2003 : transformation en RBDe 561 002-7 fév. 2013 : transformation en Domino RBDe 560 300-6                                           |
| –          | 560 106-7 | Egnach                                | mai 2012 : transformation en Domino RBDe 560 273-5                                                                                         |
| –          | 560 107-5 | Hunzenschwil                          | fév. 2013 : transformation en Domino RBDe 560 274-3                                                                                        |
| –          | 560 108-3 | Beinwil am See                        | a porté le logo REV nov. 2012 : transformation en Domino RBDe 560 275-0                                                                    |
| –          | 560 109-1 | Bazenheid                             | a porté le logo REV janv. 2013 : transformation en Domino RBDe 560 276-8                                                                   |
| –          | 560 110-9 | Lichtensteig                          | a porté le logo REV sept. 2012 : transformation en Domino RBDe 560 277-6                                                                   |
| –          | 560 111-7 | Triengen                              | a porté le logo REV juin 2012 : transformation en Domino RBDe 560 278-4                                                                    |
| –          | 560 112-5 | Hasle                                 | a porté le logo REV mars 2012 : transformation en Domino RBDe 560 279-2                                                                    |
| –          | 560 113-3 | Port-Valais, puis Riehen (janv. 2003) | a porté le logo REV avr. 2012 : transformation en Domino RBDe 560 280-0                                                                    |
| –          | 560 114-1 | Ouchy                                 | a porté le logo REV mai 2012 : transformation en Domino RBDe 560 281-8                                                                     |
| –          | 560 115-8 | Altenrhein Staad Thal                 | a porté le logo REV août 2012 : transformation en Domino RBDe 560 282-6                                                                    |
| –          | 560 116-6 | Bözingen/Boujean Mett/Mâche           | a porté le logo REV juil. 2012 : transformation en Domino RBDe 560 283-4                                                                   |
| –          | 560 117-4 | Lucens                                | a porté le logo REV sept. 2012 : transformation en Domino RBDe 560 284-2                                                                   |
| –          | 560 118-2 | Ittigen                               | a porté le logo REV avr. 2012 : transformation en Domino RBDe 560 285-9                                                                    |
| –          | 560 119-0 | Rubigen                               | a porté le logo REV juin 2012 : transformation en Domino RBDe 560 286-7                                                                    |
| –          | 560 120-8 | Netstal                               | a porté la livrée Glarner Sprinter mars 2012 : transformation en Domino RBDe 560 287-5                                                     |
| –          | 560 121-6 | Mels                                  | oct. 2012 : transformation en Domino RBDe 560 288-3                                                                                        |
| –          | 560 122-4 | Walenstadt                            | a porté le logo TiLo janv. 2013 : transformation en Domino RBDe 560 289-1                                                                  |
| –          | 560 123-2 | Braunwald                             | a porté la livrée Glarner Sprinter fév. 2012 : transformation en Domino RBDe 560 290-9                                                     |
| –          | 560 124-0 | Algetshausen Henau                    | a porté le logo TiLo oct. 2012 : transformation en Domino RBDe 560 291-7                                                                   |
| –          | 560 125-7 | Goldach                               | a porté le logo TiLo nov. 2010 : transformation en Domino RBDe 560 292-5                                                                   |
| –          | 560 126-5 | Lengnau                               | a porté le logo TiLo mars 2012 : transformation en Domino RBDe 560 293-3                                                                   |
| –          | 560 127-3 | Escholzmatt                           | mai 2003 : transformation en RBDe 561 001-9 juil. 2012 : transformation en Domino RBDe 560 299-0                                           |
| –          | 560 128-1 | Werthenstein                          | avr. 2003 : transformation en RBDe 561 000-1 nov. 2012 : transformation en Domino RBDe 560 298-2                                           |
| –          | 560 129-9 | Sonvilier                             | a porté le logo TiLo fév. 2013 : transformation en Domino RBDe 560 294-1                                                                   |
| –          | 560 130-7 | Les Geneveys s/ Coffrane              | fév. 2012 : transformation en Domino RBDe 560 295-8                                                                                        |
| –          | 560 131-5 | Saint-Saphorin                        | livrée Train des Vignes dès la livraison, équipée de la demande d'arrêt août 2012 : transformation en Domino RBDe 560 296-6                |
| –          | 560 132-3 | Noiraigue                             | équipée de la demande d'arrêt, rame de réserve du Train des Vignes a porté le logo REV fév. 2012 : transformation en Domino RBDe 560 297-4 |
| –          | 560 133-1 | Riehen, puis Port-Valais (janv. 2003) | avr. 2003 : transformation en RBDe 561 003-5 août 2012 : transformation en Domino RBDe 560 301-4                                           |
| –          | 560 134-9 | Flurlingen                            | avr. 2003 : transformation en RBDe 561 004-3 déc. 2012 : transformation en Domino RBDe 560 302-2                                           |
| –          | 560 135-6 | Waldshut-Tiengen                      | juin 2003 : transformation en RBDe 561 005-0 mars 2013 : transformation en Domino RBDe 560 303-0                                           |
| –          | 560 136-4 | Kleinhüningen                         | fév. 1997 : transformation en RBDe 562 000-0                                                                                               |
| –          | 560 137-2 | Basel St. Johann                      | avr. 1997 : transformation en RBDe 562 001-8                                                                                               |
| –          | 560 138-0 | Ville de Mulhouse                     | avr. 1997 : transformation en RBDe 562 002-6                                                                                               |
| –          | 560 139-8 | –                                     | mai 1997 : transformation en RBDe 562 003-4                                                                                                |
| –          | 560 140-6 | Saint-Louis                           | mai 1997 : transformation en RBDe 562 004-2                                                                                                |
| –          | 560 141-4 | –                                     | juil. 1997 : transformation en RBDe 562 005-9                                                                                              |